# Стенхаусмюир (футбольный клуб)
«Стенхаусмюи́р» (англ. и скотс Stenhousemuir F.C.) — шотландский футбольный клуб из одноимённого города, выступающий во Первой лиге Шотландии. Основан в 1884 году, домашние матчи, начиная с 1890 года, проводит на стадионе «Очилвью Парк», вмещающем 3776 зрителей. Клуб вступил в шотландскую лигу в 1921 году, стабильно выступал во втором дивизионе, но ни разу не поднимался в высший, наиболее близко к выходу в высший дивизион «Стенхаусмюир» подходил в сезонах 1958/59 и 1960/61, когда занимал третьи места во втором дивизионе.

## Достижения
- Третий дивизион Шотландии:
  - Вице-чемпион (1): 1998/99.
- Шотландский кубок вызова:
  - Победитель (1): 1995/96.